# Rico Freiermuth
Rico Freiermuth   (Liestal, 1 de gener de 1958) és un pilot de bob suís, ja retirat, que va competir durant la dècada de 1980.
El 1984 va prendre part en els Jocs Olímpics d'Hivern de Sarajevo, on disputà les dues proves del programa de bob. Fent equip amb Silvio Giobellina, Heinz Stettler i Urs Salzmann guanyà la medalla de bronze en la prova de bobs a quatre, mentre en la prova del bobs a dos fou sisè.
En el seu palmarès també destaca una medalla d'or i una de bronze al Campionat del món de bob, així com dos ors i dos bronzes al Campionat d'Europa de bob i cinc campionats nacionals en bobs a quatre.